# Harmandir Sahib
Harmandir Sahib (em panjabi:  ਹਰਿਮੰਦਰ ਸਾਹਿਬ) ou Darbar Sahib (em panjabi:  ਦਰਬਾਰ ਸਾਹਿਬ), informalmente chamado de O Templo Dourado ou Templo de Deus, é culturalmente o mais importante lugar de culto dos siques e uma das mais antigas gurudwaras siques. Está localizado na cidade de Amritsar, que foi criada pelo Guru Ram Das Ji, o quarto guru dos siques, e é, também devido ao santuário, conhecida como Guru Di Nagri, significando cidade do Guru.

## Introdução
O Harmandir Sahib é considerado sagrado e belo pelos siques porque o eterno Guru do Siquismo, o Sri Guru Granth Sahib Ji, está presente no interior dele. Ele é levado para o Sri Akal Takhat Sahib por volta das dez horas da noite e, retorna de lá para o Sri Darbar Sahib às cinco da manhã. A sua construção foi principalmente concebida como um lugar de culto para homens e mulheres de todas as posições sociais e de todas as religiões para de maneira igual vir e adorar a Deus. O Sri Guru Granth Sahib é a mais sagrada literatura da religião sique, o décimo Guru dos siques, Sri Guru Gobind Singh, em 7 de outubro de 1708 tornou-o o eterno Guru sique e o líder do siquismo. Qualquer lugar no mundo onde o Guru Granth Sahib está presente é igualmente santo e precioso para os siques. Harmandir Sahib foi construído com quatro portas para mostrar que cada religião ou fé é autorizada a entrar nele para meditar ou simplesmente ouvir as orações pela paz.

## História

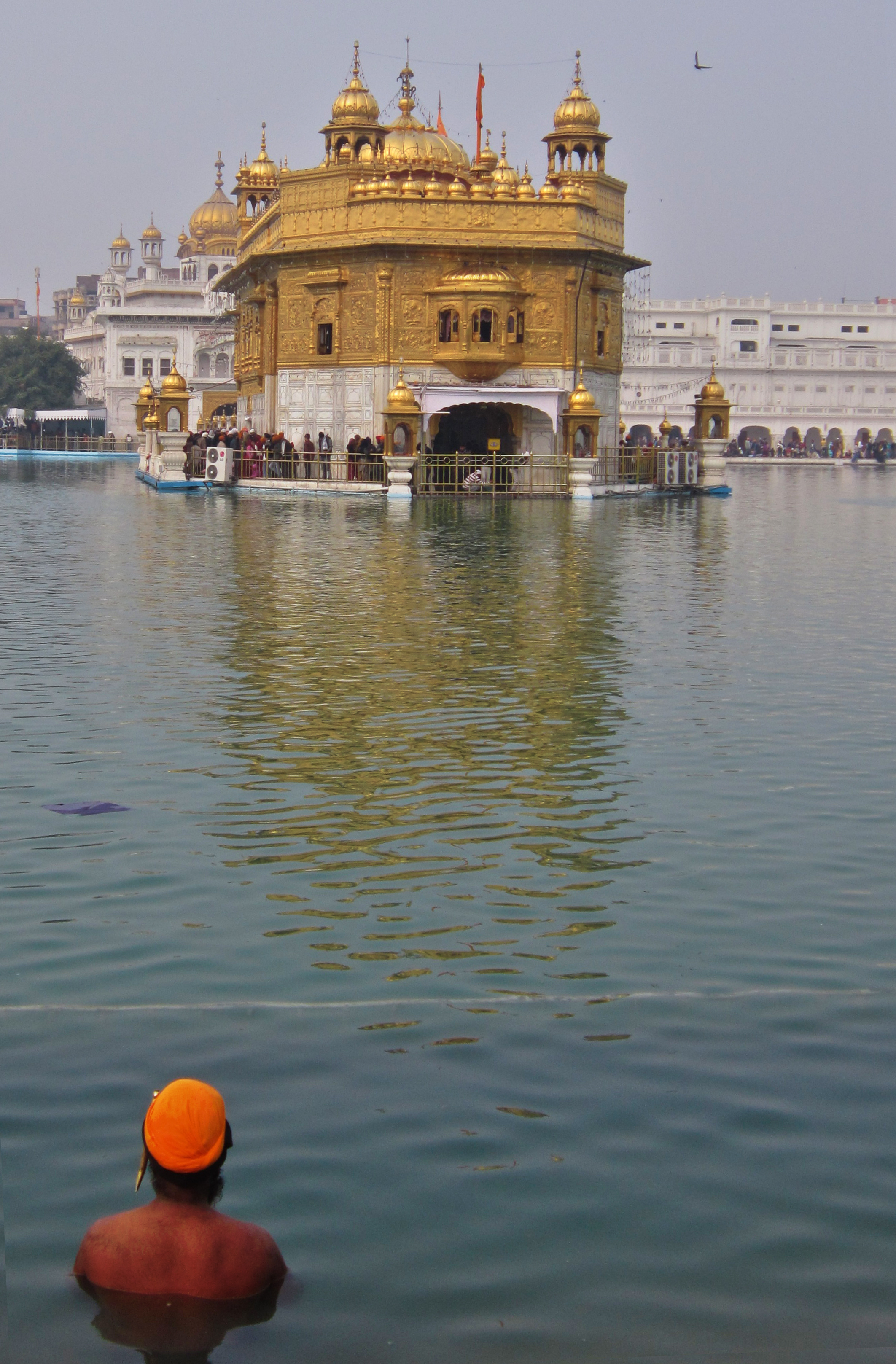
Peregrino sique no Templo de Ouro.

Seu nome significa literalmente Casa de Deus. O quarto Guru do siquismo, o Guru Ram Das, escavou um tanque em 1577, que posteriormente ficou conhecido como Amritsar (significando: Piscina do Néctar da Imortalidade), dando o seu nome para a cidade que cresceu em torno dele. No devido tempo, um esplêndido edifício sique, Harmandir Sahib (Templo de Deus), foi construído na parte central desse tanque, que tornou-se o centro supremo de siquismo. Seu sacrário guarda o Adi Granth, que contém composições, valores siques, filosofias e ensinamentos dos Gurus siques e de outros santos do tempo do Guru Nanak, por exemplo, Ravidas, um guru hindu, Baba Farid um santo sufista e Kabir, a quem os siques referem-se a todos como os Bhagats.
A compilação do Adi Granth foi iniciada pelo quinto Guru dos siques, o Guru Arjan Dev.

### A área de Amritsar
Amritsar está localizada em Majha, região histórica do Punjab. Majha é também conhecida como o Bari Doab, uma vez que é o Doab (Do = dois, ab = rios) ou a extensão (fluvial) de terra que fica entre dois dos cinco maiores rios da província, o rio Ravi e o Beas. Como tal, Majha fica no coração da antiga região do Punjab, compreendendo Gurdaspur, Batala e Tarn Taran Sahib, bem como Amritsar. Amritsar é também conhecida como Sifti Da Ghar ou Morada Adorável.

### A construção do Harmandir Sahib

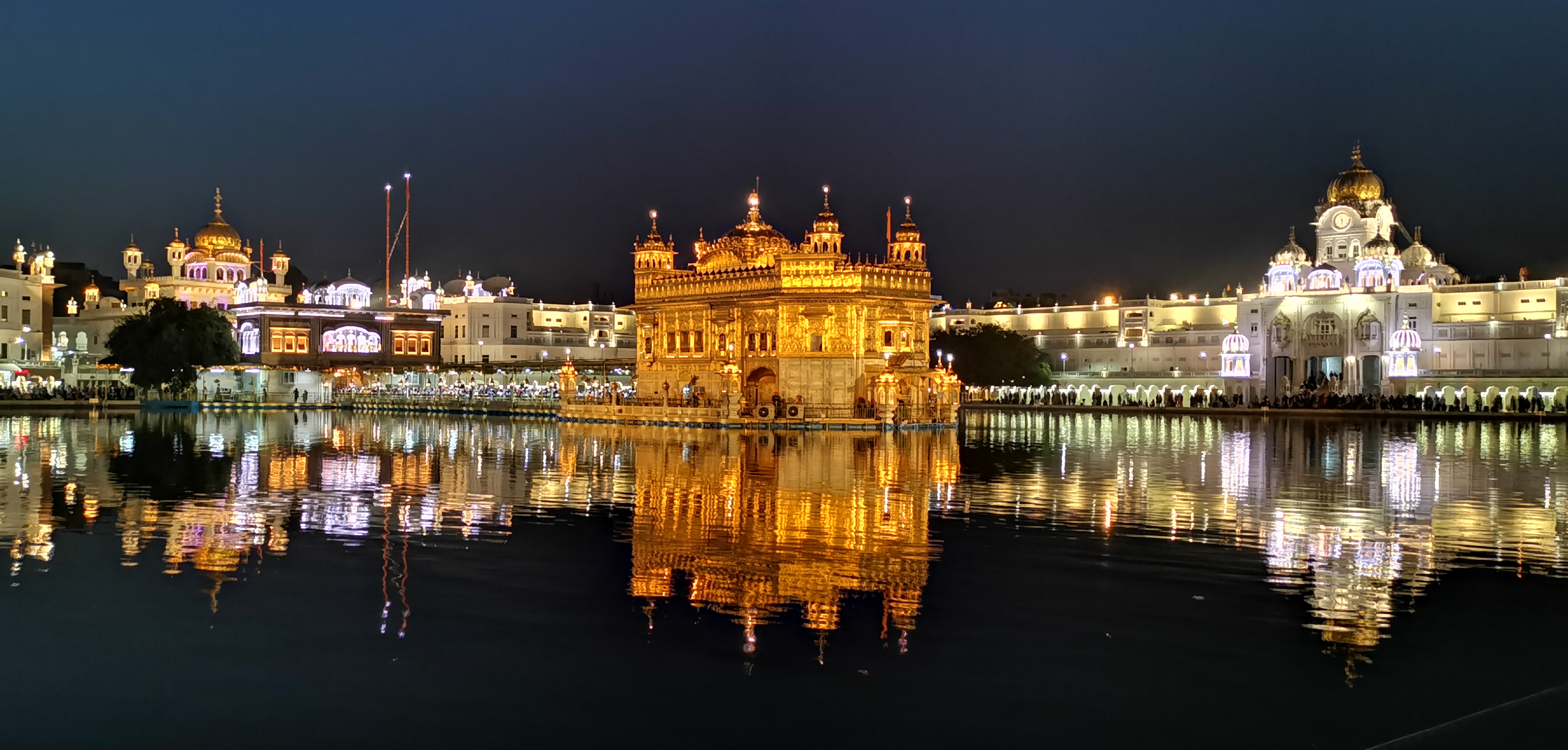
O Harmandir Sahib à noite.

Originalmente construído em 1574, o local do templo foi cercado por um pequeno lago e por escassa vegetação. O terceiro dos seis grandes mogóis, o imperador Akbar, visitou o terceiro Guru sique, o Guru Amar Das, na cidade vizinha de Goindval e ficou tão impressionado com o estilo de vida da cidade, que deu para a filha do Guru, Bhani, um jagir (a terra e as receitas de várias aldeias nos arredores) como presente de casamento com Bhai Jetha, que mais tarde tornou-se o quarto Guru sique, Guru Ram Das. O Guru Ram Das aumentou a área do lago e construiu uma pequena cidade ao redor dele. Em homenagem ao Guru Ram Das, a cidade recebeu o nome de Guru Ka Chak, Chak Ram Das ou Ram Das Pura.
Durante a liderança do quinto Guru, o Guru Arjan Dev Ji (1581-1606), a totalidade da edificação do templo foi construída. Em dezembro de 1588, o grande sufista muçulmano, santo de Lahore, Hazrat Mian Mir, um amigo próximo do Guru Arjan Dev Ji, foi convidado para lançar a pedra fundamental (dezembro de 1588). Conta a história, que um pedreiro endireitou a pedra, e o Guru Arjan então disse: como você acaba de desfazer o trabalho de um homem santo, desastres poderão vir para o Harmandir Sahib. Esta história tem sido usada para justificar a razão pelo qual o templo foi atacado tantas vezes pelos afegãos e mogóis e até pelo Exército indiano em 1984, durante a Operação Estrela Azul, que provocou a insurreição do Calistão, que durou até a década de 1990.
O templo foi concluído em 1604. O Guru Arjan Dev Ji, instalou o Adi Granth em seu interior e nomeou Baba Buda Ji como o primeiro Granthi (Leitor) do templo, em agosto de 1604. Em meados do século XVIII, o templo foi atacado pelos afegãos, por um dos generais de Ahmad Shah Durrani, Jahan Khan, e teve de ser praticamente reconstruído na década de 1760. Contudo, em resposta, um exército sique foi enviado para perseguir e destruir a força afegã. Eles receberam ordens de não ter misericórdia e evidências históricas sugerem que assim foi feito. As duas forças encontraram-se a oito quilômetros distante de Amritsar, onde o exército de Jahan Khan foi destruído. Ele mesmo foi decapitado pelo comandante Sardar Dayal Singh.

## O Complexo Harmandir Sahib e áreas nas suas proximidades

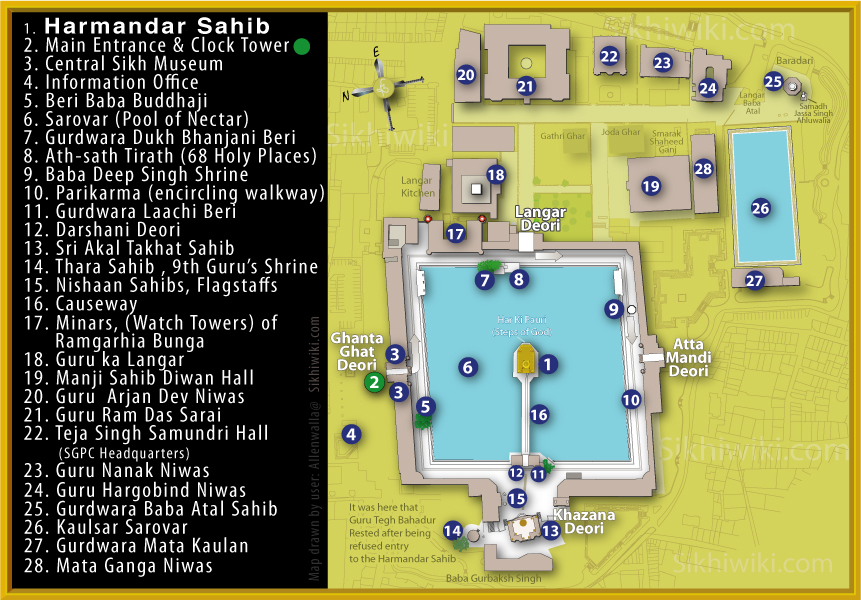
Mapa do Complexo Harmandar Sahib, clique para ampliar.

O templo é rodeado por um grande Sarovar (lago artificial), conhecido como o AmritSar (Lago de Água Benta ou Néctar Imortal). Há entradas para o templo em todos os quatro lados, significando a importância da aceitação e da abertura; aparentemente, este conceito é reminiscente da tenda de Abraão no Antigo Testamento - sua tenda era aberta nos quatro lados, a fim de ser capaz de dar boas-vindas aos viajantes de todas as direções. No interior do complexo do templo existem muitos santuários dedicados aos Gurus siques do passado, aos santos e mártires (ver mapa). Há três  árvores sagradas (Bers) cada uma associada a um acontecimento histórico ou a um santo sique. No interior do templo há muitas placas memoriais que celebram acontecimentos históricos siques, santos, mártires e inclui inscrições comemorativas de todos os soldados siques que morreram na luta contra as duas Guerras Mundiais. Para um visitante novo, o primeiro local recomendado a visitar é o Centro de informações para o turista, destacado com o número (4) no mapa e a seguir a visita ao Museu Central sique perto da entrada principal chamada Ghanta Ghar Deori (Portão da Torre do Relógio). Quem quiser entrar no Harmandir Sahib poderá fazê-lo, independentemente da religião, cor, credo ou sexo. A única restrição é de que a pessoa não deve beber bebida alcoólica, comer carne ou fumar ou utilizar medicamentos sem receita médica, enquanto estiver no santuário. Espera-se também, que os visitantes estejam adequadamente vestidos e todos devem cobrir a cabeça em sinal de respeito, de retirar os sapatos e meias e entrar no templo descalços. Os visitantes devem lavar os pés na pequena piscina de água, caso queiram entrar nas instalações do Harmandir Sahib. Lenços de cabeça são fornecidos.

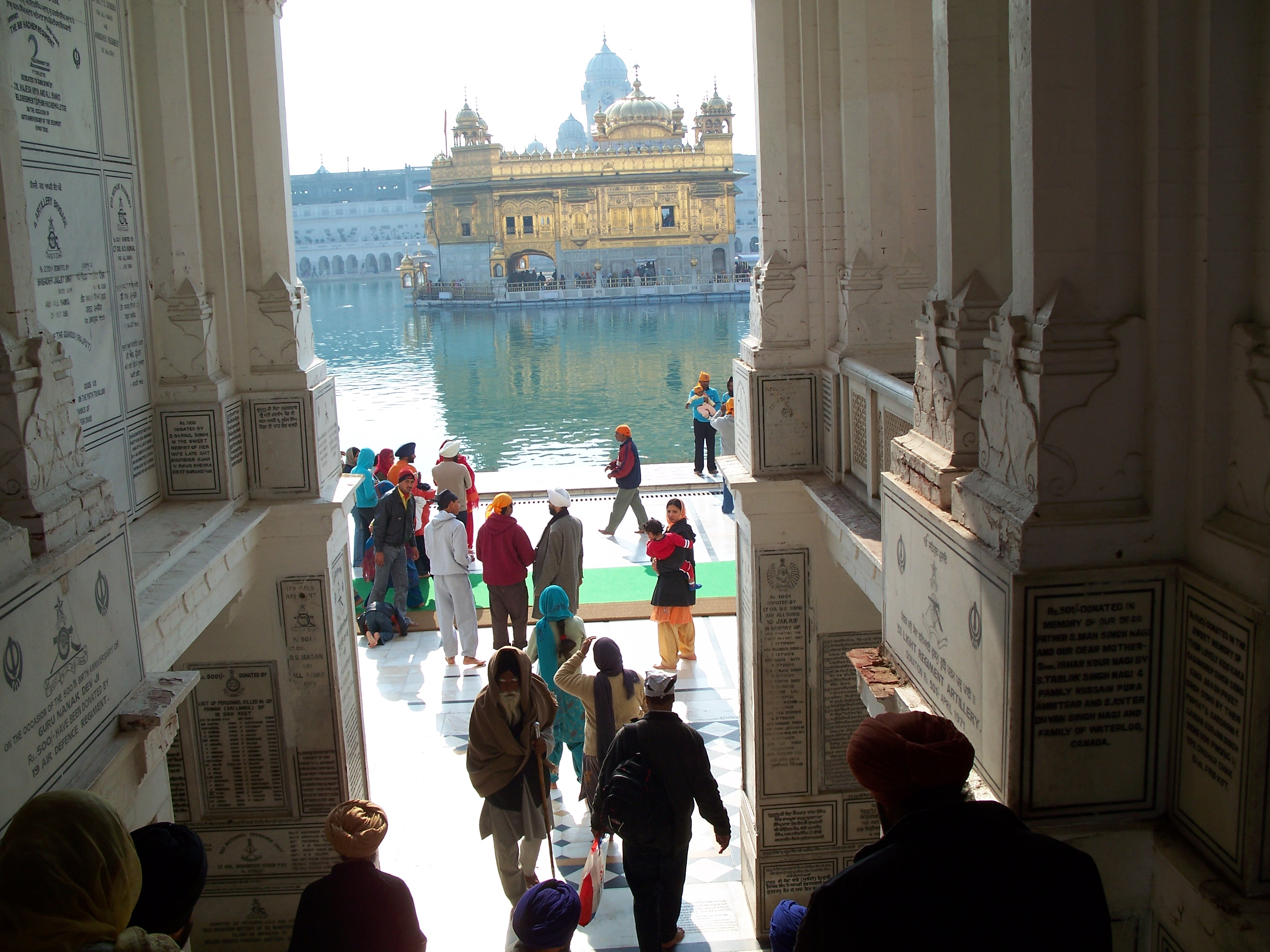
O Portão da Torre do Relógio ou entrada norte para o Harmandir Sahib (2) no mapa.

 Em 1988, após a Operação Trovão Negro, uma estreita faixa de terra periférica (incluindo os edifícios), foi adquirida pelo governo essencialmente para criar um cinturão de segurança. Um grande número de pessoas foram empregadas no processo. Contudo, o projeto encontrou uma forte resistência por parte dos moderados, bem como de organizações militantes siques e o projeto teve de ser abandonado, depois que um engenheiro do Governo, ligado ao projeto, foi assassinado. O projeto só foi reativado em 1993 pelo vice-comissário Karan Bir Singh Sidhu, que também foi nomeado Diretor do Projeto, que foi descrito popularmente como a Projeto Galliara. Ele mudou o conceito da criação de um cinto de segurança periférico para o de um segundo parikarma e criou uma paisagem serena, que ficou totalmente coerente com a beleza eterna do Harmandir Sahib. Isto foi feito com a calma e consulta ao Shiromani Gurdwara Prabandhak Committee. Os peregrinos podem hoje andar a pé pelo Galliara, onde veículos não são permitidos.

## Monumentos e esculturas

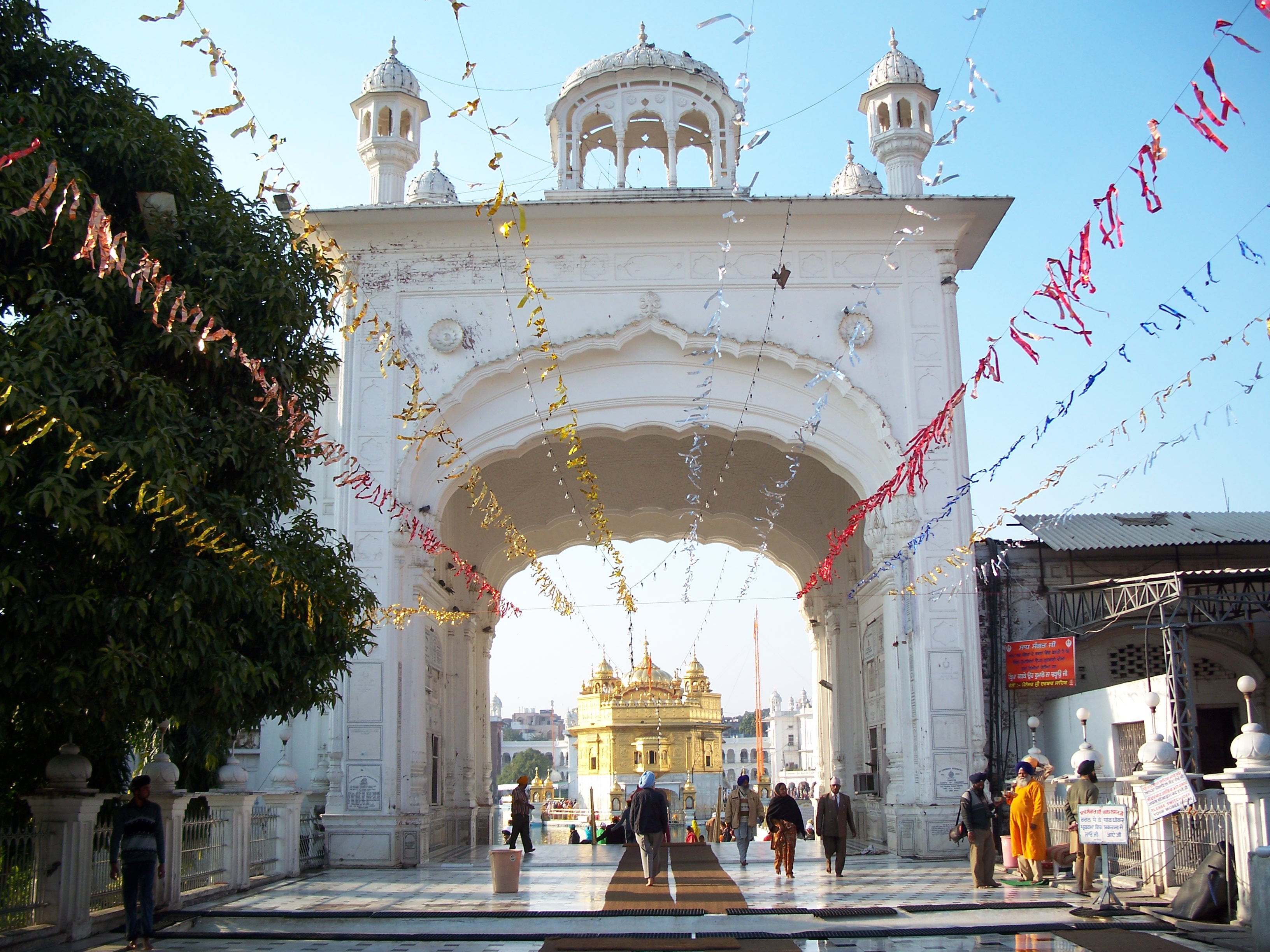
O Langar Deori ou Portão da Entrada Leste perto de Ath-sath Tirath (68 Lugares Sagrados), (Ponto 8) no mapa e o Corredor Langar (Ponto 18).

As placas douradas que cobrem o exterior do piso superior e cúpulas do gurdwara, assim como suas requintadas peças de mármore foram feitas sob o patrocínio do marajá Ranjit Singh, o líder do Império Sikh do Punjab. Também chamado de Sher-e-Punjab (Leão do Punjab), o marajá foi um grande doador de riquezas e materiais para o santuário e é lembrado com muito carinho pelas pessoas do Punjab em geral, e pela  comunidade sique, em particular. O marajá Ranjit Singh foi responsável por um renascimento de muitas gurdwaras danificadas ou destruídas durante o governo mogol, incluindo também a construção de muitas gurdwaras novas. Outros dois templos mais venerados do siquismo foram construídos para homenagear a memória do Guru Gobind Singh Ji. O profundo amor do marajá Ranjit Singh e o respeito para com o décimo Guru levaram-o a construir o Takht Sri Patna Sahib (construído no local de nascimento do Guru Gobind Singh Ji) e o Takht Sri Hazur Sahib (no lugar onde o Guru Gobind Singh Ji morreu).
O Arco do Darshani Deorhi é voltado para a ponte que conduz ao Harmandir Sahib; ele tem 62 metros de altura por seis metros de largura. Hukam Singh Chimni também contribuiu para o embelezamento do Harmandir Sahib.

## Comemorações no Harmandir Sahib
Um dos festivais mais importantes é o Vaisakhi, que é comemorado na segunda semana de abril (normalmente no dia 13). Os siques celebram neste dia a criação da Khalsa, e ela é celebrada com fervor no Harmandir Sahib. Outros importantes dias religiosos siques são: o dia do martírio do Guru Teg Bahadur, o aniversário do Guru Nanak, etc, que são também comemorados com devoção religiosa. Do mesmo modo, o Diwali é um dos festivais que deixam o Harmandir Sahib lindamente iluminado com Divas/Diyas (lâmpadas), luzes e queima de fogos de artifício. Durante essas ocasiões especiais 1-2 milhões de peregrinos visitam o santuário sagrado do Harmandir Sahib.
A maioria dos siques visita Amritsar e o Harmandir Sahib, pelo menos uma vez durante a sua vida, principalmente durante ocasiões especiais, como aniversários, casamentos, nascimentos de filhos, etc.

## Chegando ao Harmandir Sahib vindo do estrangeiro

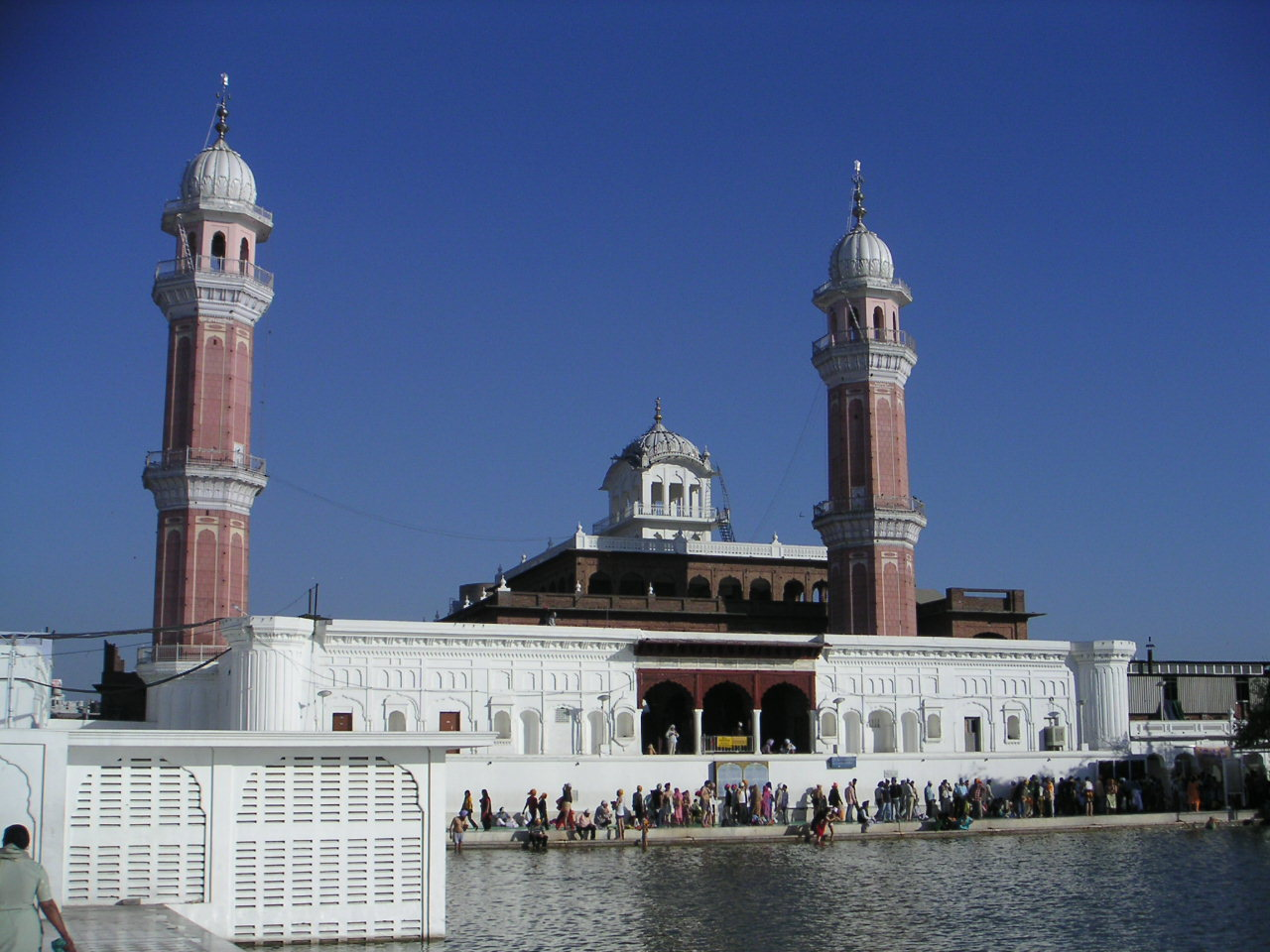
Torres do Ramgarhia bunga (Ponto 17 no mapa).

Pode-se chegar ao Sri Harmandir Sahib por qualquer meio de transporte. Por via aérea, por rodovia e por ferrovia. Amritsar tem um importante entroncamento ferroviário operado pela Indian Railways e um terminal internacional de ônibus operado pelo Departamento de Transportes, Punjab, que é equipado com o mais moderno conforto. O meio mais rápida para um turista internacional alcançar Harmandir Sahib seria viajar de avião. A cidade sagrada tem um aeroporto moderno chamado Aeroporto Internacional Raja Sansi, também conhecido por Aeroporto Internacional Guru Ram Das. O aeroporto recebe voos internacionais da Europa, América do Norte e da Ásia Central. A maioria das grandes cidades mundiais, incluindo Londres, Tashkent e Toronto também estão ligadas por via aérea, com Amritsar. A capital da Índia, Nova Deli fica a cerca de 483 quilômetros de Amritsar, há voos vinte e quatro horas, conexões de trens e de transporte rodoviário de Amritsar para Nova Deli. Existe uma rede de hotéis internacionais na cidade sagrada que aceita reservas para pernoites. O Lonely Planet Bluelist 2008 considerou o Sri Harmandir Sahib como uma das melhores localidades espirituais do mundo.

## Acontecimentos recentes
- Em 6 de julho de 2005 o SGPC decidiu instalar um circuito fechado de câmeras de televisão em torno do Complexo Harmandir Sahib, que trouxe mais segurança devido a outros ataques terroristas na Índia em áreas religiosas.
- Embaixadores latino-americanos e caribenhos visitam o Templo Dourado.
- O prefeito de Londres visita o Templo Dourado.
- O Dalai Lama visita o Templo Dourado.

## Operação Estrela Azul

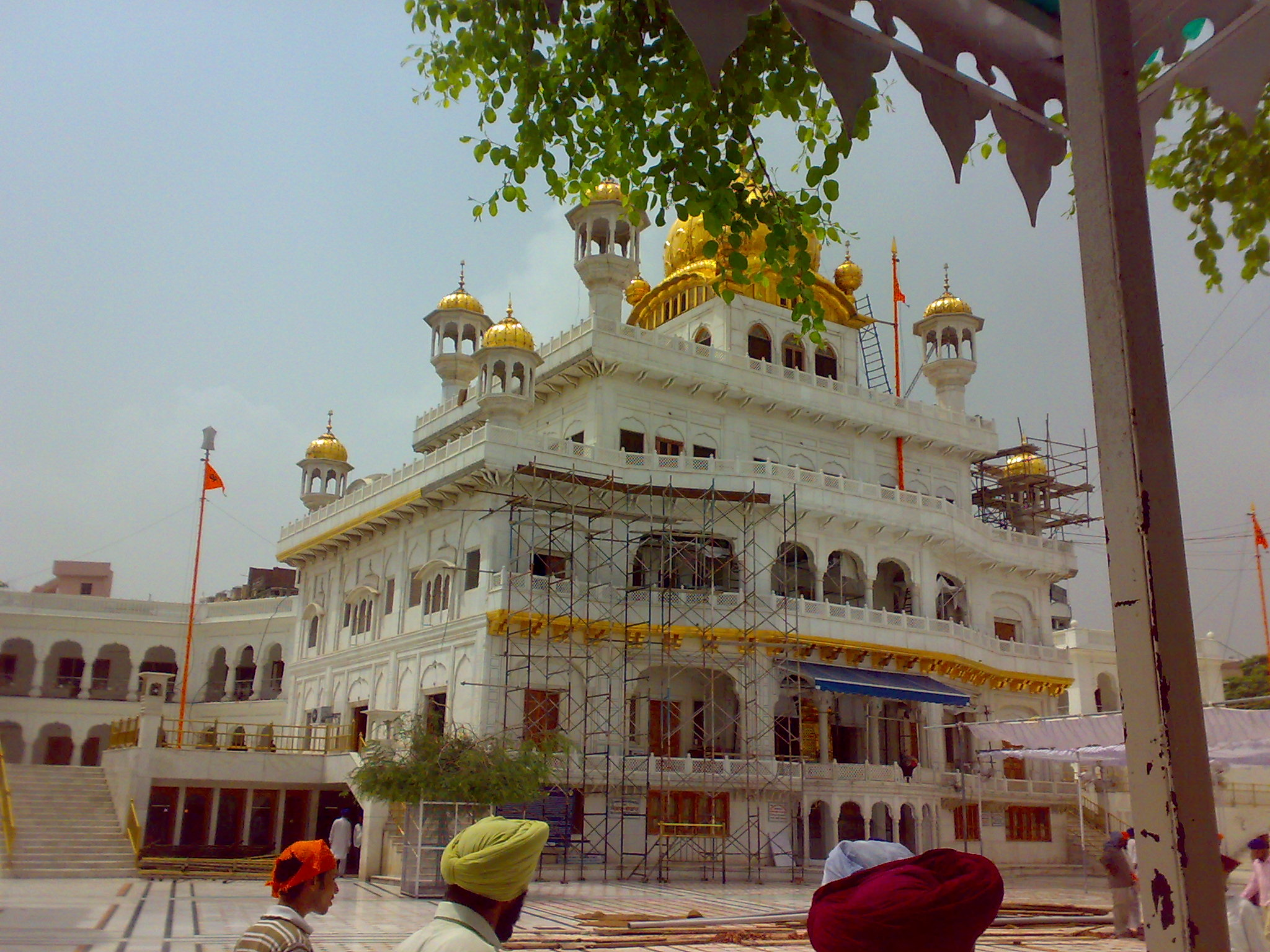
O Akal Takht: como é visto atualmente.

Entre 3 e 6 de junho de 1984, o Exército indiano comandado pelo general sique Kuldip Singh Brar trouxe tropas para o Harmandir Sahib para prender Jarnail Singh Bhindranwale. Ele e alguns seguidores tinham se refugiado no Harmandir Sahib, e resistiam à polícia que tentou prendê-los por suspeita de atos terroristas.
O Complexo Harmandir Sahib e alguns edifícios do entorno foram fortificados. O líder do governo indiano relatou, em 4 de julho, que metralhadoras leves e sofisticados rifles de carregamento automático foram levados para o complexo.
Indira Gandhi ordenou ao exército o início da Operação Estrela Azul, e um feroz combate foi observado entre os apoiadores de Bhindranwale e os soldados. Muitos dos adeptos de Bhindranwale foram mortos juntamente com muitos soldados e muitos visitantes que tinham sido impedidos de deixarem o complexo devido ao ataque. Um oficial informou a morte de 83 soldados e 492 civis. O complexo Harmandir Sahib também sofreu muitos danos, devido aos combates, especialmente o sagrado Sri Akal Takhat Sahib.
Muitos siques consideraram o ataque uma profanação do seu templo sagrado. Indira Gandhi foi assassinada por dois de seus guarda-costas, ambos siques, no outubro seguinte.
Em 1986, os reparos realizados no sagrado Sri Akal Takhat Sahib, Rajiv Gandhi, que o Governo de Rajiv Gandhi se comprometeu, sem consultar, foram removidos. Um novo Sri Akal Takhat Sahib foi concluído em 1999 pelos peregrinos, que se apresentaram para trabalhar gratuitamente.

## Galeria de fotos

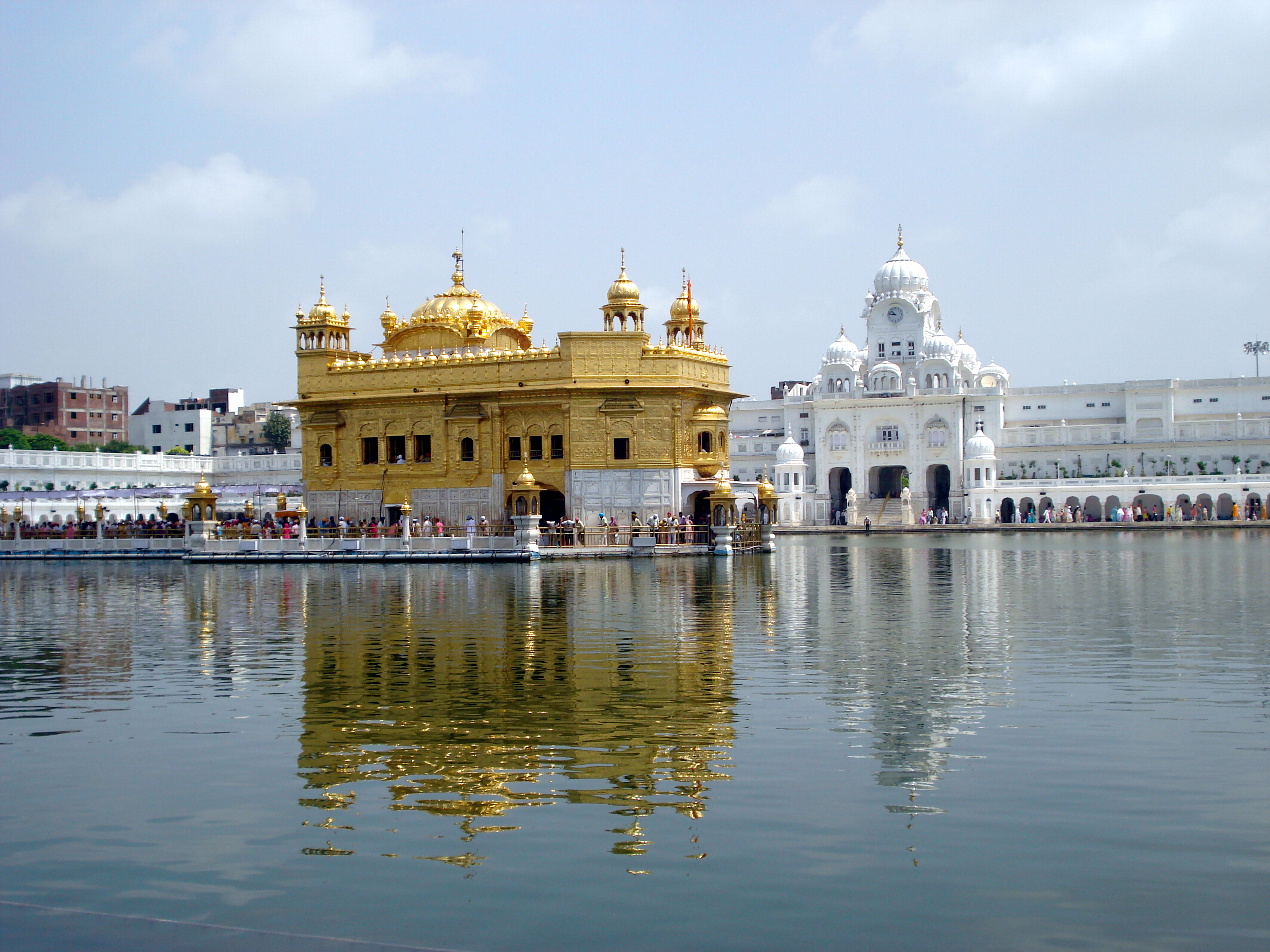
Harmandir Sahib (Templo Dourado) com a Torre do Relógio ao fundo.
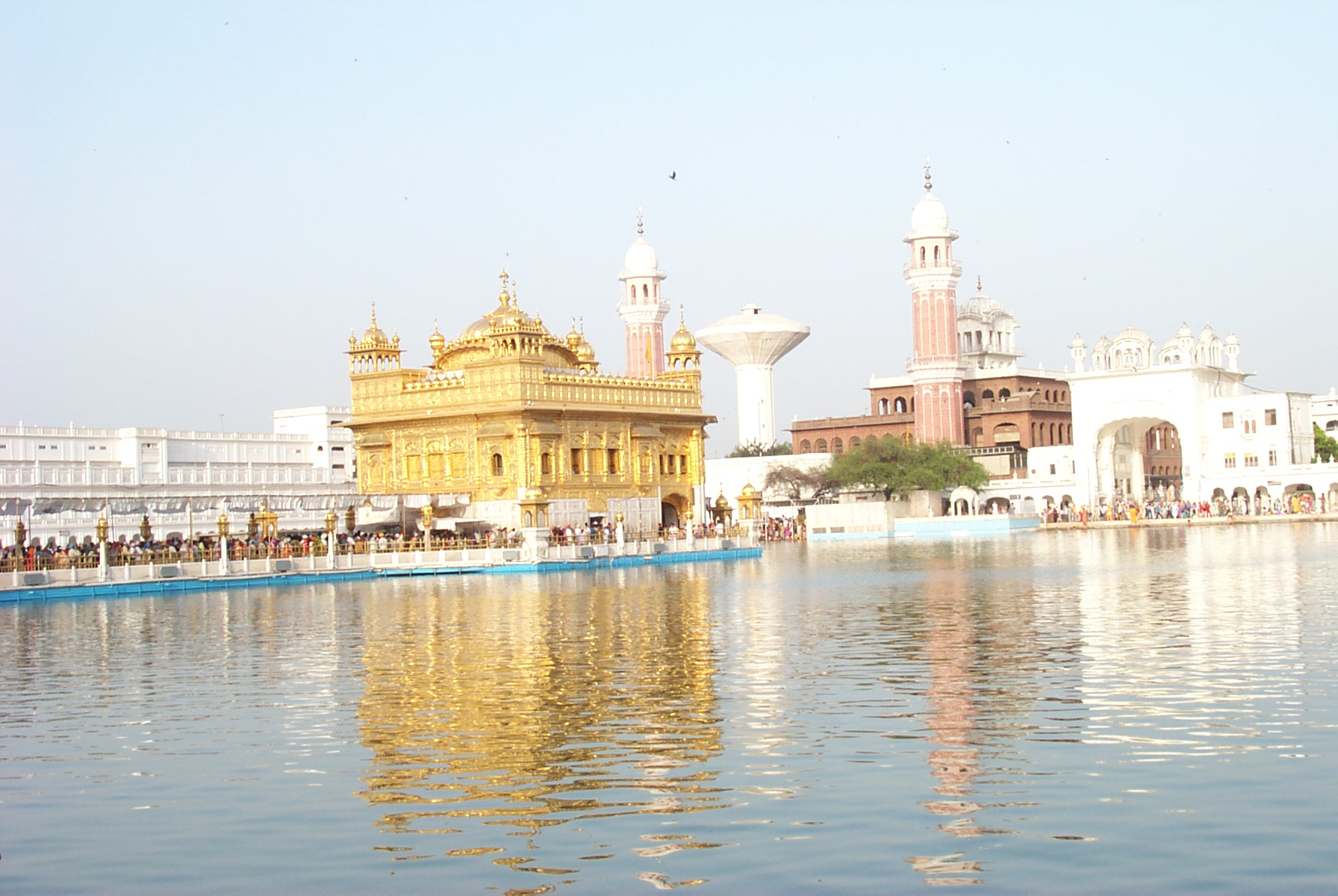
Complexo Harmandir Sahib.
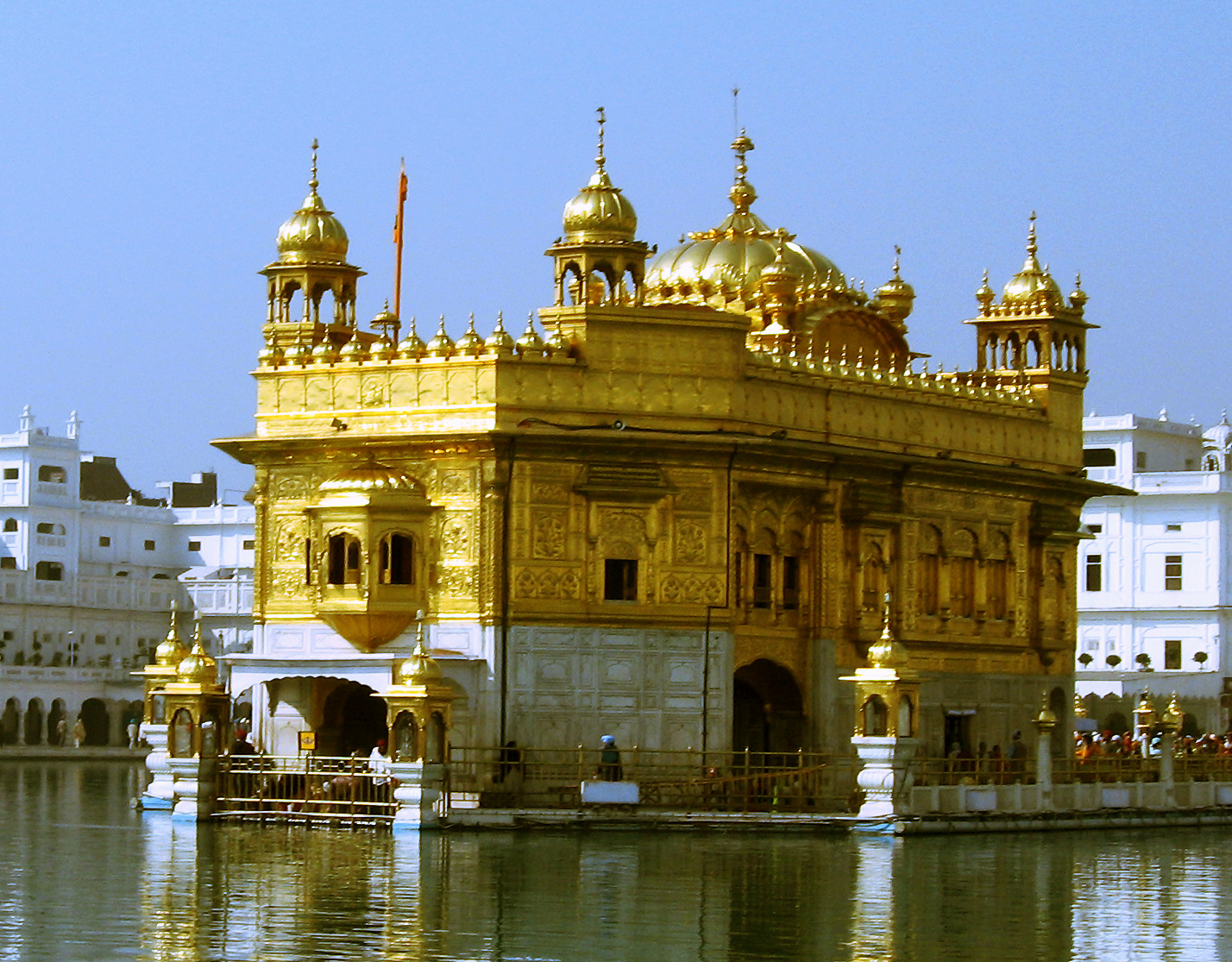
Harmandir Sahib.
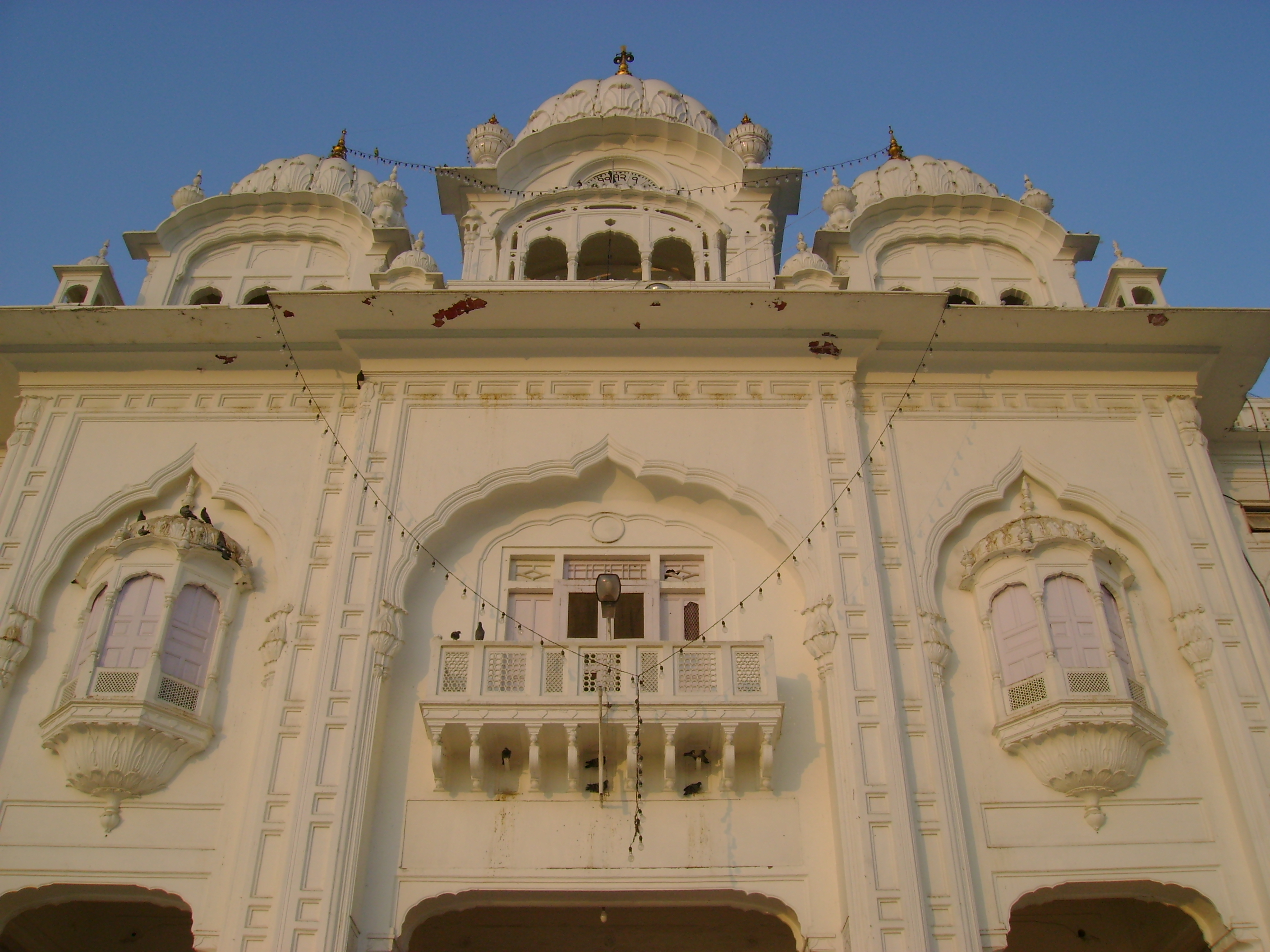
A entrada para o Harmandir Sahib vista do complexo.
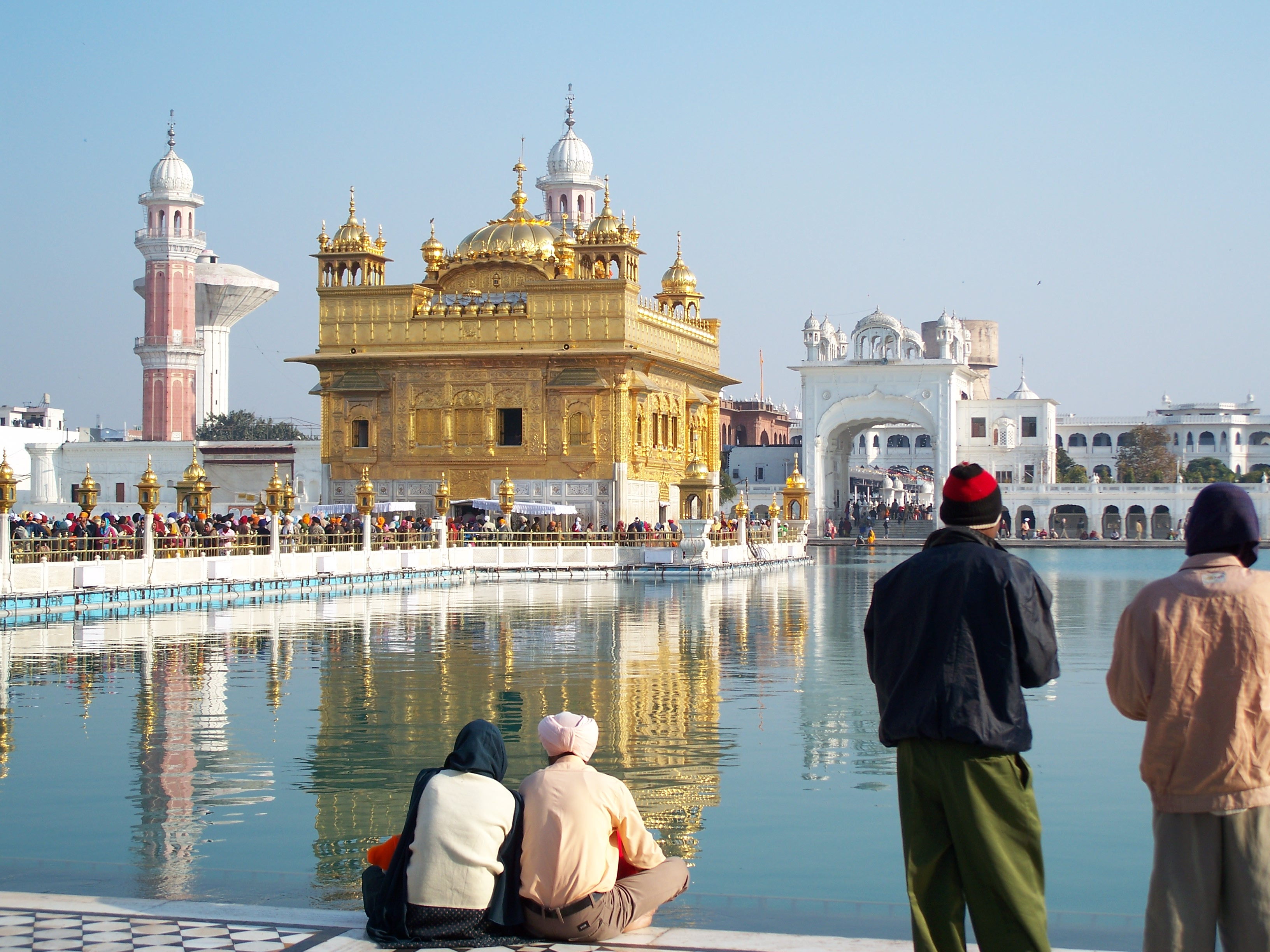
A ponte que dá acesso ao Harmandir Sahib.
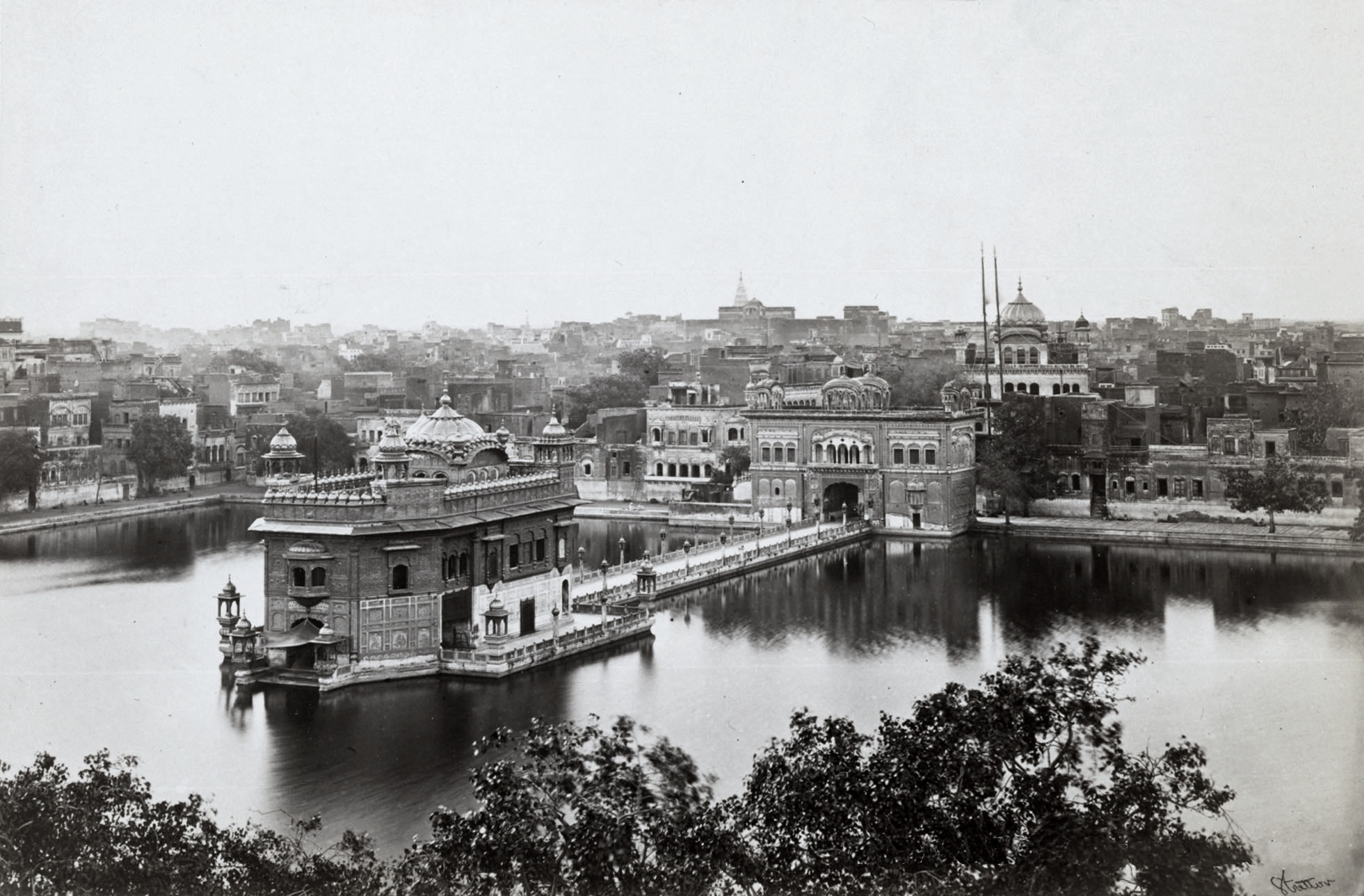
Harmandir, por volta de 1870.
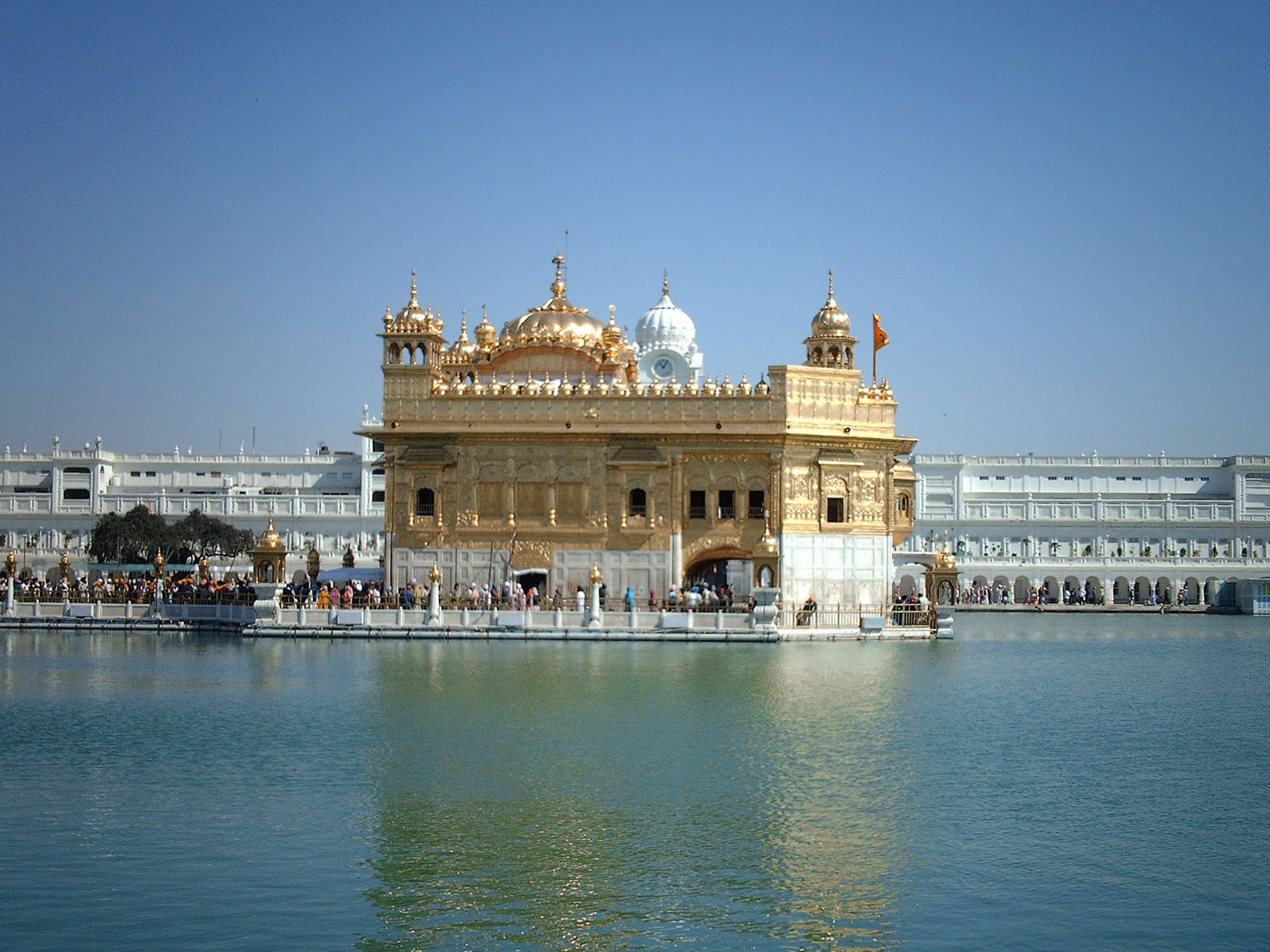
Harmandir Sahib.
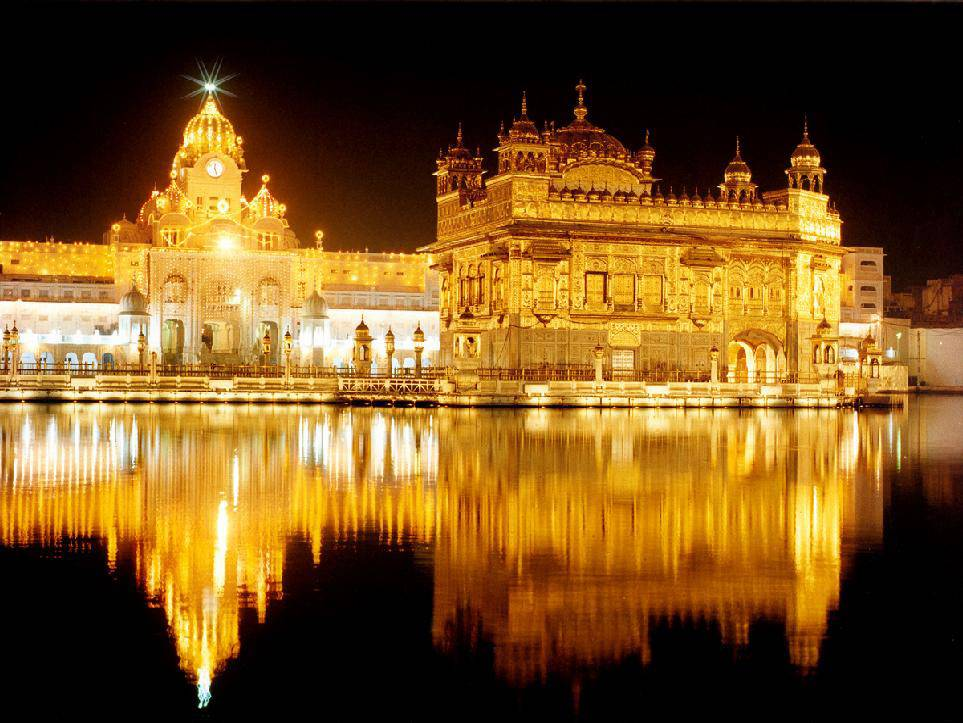
Vista do Harmandir Sahib com o festival de luzes.